# Temporada de furacões no Pacífico de 1996
A temporada de furacões do Pacífico de 1996 está empatada com 2021 para o maior número de furacões do Pacífico a atingir o México em um ano, com quatro atingindo o país.  Foi uma temporada abaixo da média que produziu 9 tempestades tropicais, 5 furacões e 2 grandes furacões. Com 9 tempestades tropicais, 1996 classifica-se como a segunda temporada de furacões menos ativa no Pacífico já registrada. Começou oficialmente em 15 de maio de 1996, no leste do Pacífico Norte e em 1º de junho de 1996, no centro do Pacífico Norte. Terminou em 30 de novembro de 1996. Essas datas delimitam convencionalmente o período de cada ano em que a maioria dos ciclones tropicais se forma no nordeste do Oceano Pacífico. A temporada ultrapassou ligeiramente esses limites quando a tempestade tropical Um-E se formou em 13 de maio.
Embora a formação de ciclones tropicais estivesse abaixo da média, a temporada foi destrutiva. Doze ciclones tropicais se formaram durante a temporada, dos quais cinco atingiram a terra e dois outros impactaram áreas terrestres. Dois ciclones tropicais que se formaram em outras bacias entraram no norte oriental do Oceano Pacífico. No início da temporada, três ciclones tropicais atingiram o México em um período de dez dias, enquanto o primeiro ciclone da temporada se formou antes do início oficial da temporada. O furacão Douglas foi a tempestade mais forte, atingindo a categoria 4 de intensidade na Escala de Furacões Saffir-Simpson e teve seu início no Atlântico como Furacão César.

## Resumo sazonal
A temporada começou oficialmente em 15 de maio no Pacífico Leste e em 1 de junho no Pacífico Central; ambos terminaram em 30 de novembro. Esta temporada foi abaixo da média em atividade. No leste do Pacífico Norte, onze ciclones tropicais se formaram. Destes, quatro tornaram-se furacões, um dos quais foram grandes furacões porque atingiram a categoria 3 ou superior na Escala de Furacões Saffir-Simpson. O restante foram tempestades tropicais. Além disso, um furacão do Atlântico, o furacão Cesar, cruzou esta zona vindo do Oceano Atlântico e foi renomeado para Douglas. Nenhum dos sistemas no Pacífico norte oriental cruzou 140°W e entrou no Pacífico central. A última vez que isso aconteceu foi na temporada de 1979.
No centro do Pacífico Norte, formou-se uma depressão tropical. Além disso, uma depressão cruzou a linha de data do Pacífico ocidental antes de se dissipar nesta bacia. Nenhum desses dois sistemas atingiu a força da tempestade tropical. Além disso, dados do Joint Typhoon Warning Center, em 1 de setembro depressão tropical Rick cruzou a Linha de Data Internacional, entrando na área de responsabilidade do CPHC; no entanto, esta tempestade não foi incluída no banco de dados do CPHC. A tempestade acabou se tornando extratropical em 3 de setembro sobre águas abertas.
Em termos de número de tempestades, a temporada foi abaixo da média. Apesar disso, houve um grande número de desembarques. Digno de nota é o fato de que três ciclones tropicais se aproximaram ou atingiram o México durante um período de dez dias, de 23 de junho a 3 de julho Ao todo, um recorde de quatro furacões (Alma, Boris, Fausto e Hernan) atingiu o litoral. 
O índice Accumulated Cyclone Energy (ACE) para a temporada de furacões no Pacífico de 1996 (Pacífico Oriental e Pacífico Central combinados), calculado pela Colorado State University usando dados do National Hurricane Center, foi de 53,9 unidades, tornando esta temporada uma temporada abaixo do normal. É um dos totais mais baixos já registrados, sendo que apenas as temporadas de 1977, 2010 e 2007 tiveram um ACE menor.

## Sistemas

### Tempestade tropical Sem Nome (Um-E)
A temporada começou cedo em 13 de maio, quando uma onda tropical em mar aberto se organizou na depressão tropical Um-E. A depressão moveu-se para oeste-noroeste e se tornou uma tempestade tropical em 14 de maio. Nesse dia, a tempestade tropical atingiu seu pico de intensidade, com ventos máximos sustentados de 50 mph (80 km/h) e uma pressão central mínima de 1,000 hPa (30 inHg). O cisalhamento do vento enfraqueceu constantemente o ciclone até que ele se dissipou no início de 17 de maio. Este sistema foi a única tempestade tropical a se formar em maio durante o período de 1992-99.
Esta tempestade não recebeu um nome porque foi determinada como uma tempestade tropical após o término da temporada. A tempestade foi inicialmente prevista para se tornar uma tempestade tropical, mas as informações disponíveis na época não justificavam a atualização. Posteriormente, relatórios de vento transmitidos pela Guarda Costeira dos EUA ao Centro Nacional de Furacões sugeriram que este ciclone era uma tempestade tropical.
Este ciclone tropical atingiu dois navios. O primeiro - chamado True Blue - estava perto da margem da tempestade e escapou. O outro — o trimarã Solar Wind — forneceu observações do vento até que as comunicações com a embarcação foram perdidas após 06:00 UTC em 14 de maio. Apesar de uma busca pela Guarda Costeira dos EUA, o navio e sua tripulação de duas pessoas nunca foram encontrados.

### Depressão tropical Dois-E
Em 15 de maio, uma área de clima perturbado na Zona de Convergência Intertropical evoluiu para uma depressão tropical. A perturbação não foi prontamente rastreável até uma onda tropical do Atlântico. Em seu primeiro dia de existência, a depressão tropical Dois-E era um sistema bem organizado com ventos máximos sustentados de 35 mph (56 km/h) e uma pressão central mínima de 1,006 mbar (29.7 inHg). Enquanto se movia lentamente para o oeste, Two-E experimentou algumas rajadas intermitentes de convecção. No entanto, a depressão tornou-se gradualmente menos organizada durante o restante de sua vida. Em 18 de maio, a organização do ciclone deteriorou-se acentuadamente até se dissipar na manhã seguinte.
A depressão tropical Dois-E nunca ameaçou a terra. Consequentemente, não houve relatos de mortes ou danos.

### Furacão Alma
Em 20 de junho, a parte sul da mesma onda tropical que gerou a tempestade tropical Arthur no Atlântico superou o cisalhamento para se fortalecer na depressão tropical Três-E. Atingiu intensidade de tempestade tropical no mesmo dia. Quando o cisalhamento relaxou, Alma se fortaleceu em um furacão. As fracas correntes de direção enviaram Alma em direção à costa mexicana. Ele atingiu a costa perto de Lázaro Cárdenas, Michoacán em 23 de junho e quase imediatamente voltou ao mar. Alma caminhou lentamente paralelamente à costa enquanto a topografia atrapalhava a circulação do ciclone. Alma enfraqueceu para intensidade de tempestade tropical em 24 de junho e para intensidade de depressão tropical em 26 de junho. Dissipou-se no dia seguinte. Os ventos máximos de Alma foram 169 km/h (105 mph) e a pressão mínima de Alma foi de 969 mbar (28.6 inHg).
O furacão Alma foi a primeira de três tempestades consecutivas a se aproximar ou atingir a costa do Pacífico do México durante um período de dez dias. Pelo menos três, e possivelmente vinte, pessoas foram mortas. Três morreram quando uma casa perto de Lázaro Cárdenas desabou. Houve relatos não confirmados de que 17 pessoas foram mortas por inundações no estado de Puebla causadas pelas chuvas de Alma. Árvores foram derrubadas e a energia foi cortada em muitos lugares. As estradas foram inundadas e cobertas de detritos em toda a área afetada.

### Furacão Boris
Em 27 de junho, uma onda tropical desenvolveu convecção e se tornou a depressão tropical Quatro. Moveu-se para o norte e lentamente se intensificou. A taxa de intensificação aumentou e a depressão se tornou uma tempestade tropical em 28 de junho. Boris atingiu a intensidade do furacão em 28 de junho e atingiu o pico com ventos de 140 km/h (90 mph) e uma pressão central de 979 mbar (28.9 inHg). Boris então pousou em 29 de junho, a meio caminho entre Lázaro Cárdenas e Acapulco. Boris então mudou-se para o mar depois de virar para o sudoeste e se dissipou em 1º de julho ao sul de Puerto Vallarta.
O furacão Boris foi, em geral, uma tempestade bem prevista. Devido ao curto período de tempo em que o sistema esteve na ou acima da intensidade da tempestade tropical, as previsões de longo alcance não foram verificadas. A média de erros foi de 187 km (116 mi) em um dia e meio no futuro. Boris causou pelo menos cinco mortes. Uma pessoa foi morta em Tecpan. Nas proximidades, outras três pessoas morreram afogadas e cinco pescadores estão desaparecidos. Em Acapulco, uma criança foi morta quando um telhado desabou. A chuva foi forte em toda a região impactada, com os maiores totais em Guerrero. O maior total foi de 380 mm (14.98 in) no Paso de San Antonio, a leste do ponto de desembarque.

### Tempestade tropical Cristina
Em 1 de julho, uma onda tropical se organizou na depressão tropical Cinco-E. A localização da depressão foi a mais oriental desde a depressão que eventualmente se tornou o furacão Paul na temporada de 1982.  Five-E se fortaleceu na tempestade tropical Cristina em 2 de julho enquanto continuava sua trajetória oeste-noroeste. Cristina era quase um furacão no momento de sua chegada perto de Puerto Angel em 3 de julho. Seu pico de força, que ocorreu no desembarque, foi 110 km/h (70 mph) e 991 mbar (29.3 inHg). Cristina se dissipou sobre as montanhas do México em 3 de julho
No geral, tanto a intensidade quanto a pista de Cristina foram bem previstas. No entanto, a curta vida do ciclone tropical tornou limitada a verificação de um pequeno número de previsões. Quando Cristina se aproximava, o governo mexicano emitiu um alerta de tempestade tropical para a costa entre Tapachula e Punta Maldonado em 2 de julho
A tempestade tropical Cristina matou uma pessoa, um pescador, que estava a bordo de um barco no mar. Outra pessoa daquele barco estava desaparecida, e um terceiro indivíduo foi resgatado. Onze outros barcos de pesca, com um total de vinte e duas pessoas a bordo, estavam desaparecidos. Seu destino é desconhecido. O Centro Nacional de Furacões não recebeu relatos de danos causados pela tempestade tropical Cristina; no entanto, houve inundações devido a tempestades e danos causados pelo vento. Também produziu chuva.

### Depressão tropical Seis-E
Em 4 de julho, uma área persistente de tempestades se organizou em uma depressão tropical. As fracas correntes de direção moveram-no lentamente para noroeste. O cisalhamento do vento de leste inibiu o desenvolvimento do sistema. Apesar do cisalhamento do vento, o Six-E estava previsto para se tornar uma tempestade tropical, mas em vez disso enfraqueceu para um redemoinho de nuvens e os avisos foram encerrados em 5 de julho A depressão tropical Seis-E se dissipou em 6 de julho. Em sua força máxima, o Six-E tinha ventos de 56 km/h (35 mph) e uma pressão central de 1,003 mbar (29.6 inHg).
Este ciclone nunca chegou à terra. Consequentemente, nenhum relatório de danos ou mortes foi recebido pelo National Hurricane Center.

### Furacão Douglas
O furacão Douglas foi uma continuação do furacão César no Atlântico, que cruzou a América Central. Continuando a direção quase oeste de Cesar, ainda era uma tempestade tropical quando entrou no Pacífico em 29 de julho e rapidamente recuperou o status de furacão.
Douglas se fortaleceu nos dois dias seguintes ao virar para oeste-noroeste, paralelamente à costa do México. Atingiu seu pico de intensidade em 1º de agosto, com ventos de 210 km/h (130 mph) e uma pressão central de 946 mbar (27.9 inHg), tornando-se o furacão mais forte da temporada na categoria 4. Seu enfraquecimento lento começou em 2 de agosto quando entrou em águas mais frias e se dissipou oficialmente em 6 de agosto, embora, como muitos furacões do Pacífico, uma circulação remanescente pudesse ser rastreada para o oeste por vários dias depois.
Comparado com a média de longo prazo, o furacão Douglas foi uma tempestade bem prevista. O ciclone passou perto o suficiente do México para exigir um alerta de tempestade tropical a partir de 29 de julho para a costa de Salina Cruz a Acapulco, com vigilância ao longo de uma outra seção da costa. As vigílias e advertências foram suspensas em 30 de julho.
Furacão Douglas aumentou para 6 emnbsp;in (150 mm) de chuva na costa sul do México e resultou em uma tempestade de 1,2 m. Nenhuma morte ou dano foi atribuído à porção Douglas do furacão Cesar-Douglas.

### Depressão tropical Dezassete-W
Uma depressão tropical, que se formou em 13 de agosto, a partir de uma área de corte de baixa pressão, cruzou a linha de data em 14 de agosto. Ele continuou a seguir para o leste, passando perto da Ilha Midway. Ele se dissipou em 14 de agosto, embora os remanescentes do sistema tenham permanecido na área por mais alguns dias. Em seu ponto mais forte no centro-norte do Pacífico, a depressão tropical Dezessete-W teve ventos de 56 km/h (35 mph) e uma pressão de 1,000 mbar (30 inHg).
Dezessete-W trouxe ventos fracos, com rajadas que atingiram a força do vendaval, para a Ilha Midway. Também trouxe cerca de 2,5 in (63,5 mm) de chuva. Depois que o ciclone se dissipou, chuvas e rajadas de vento continuaram a ocorrer em Midway e Kure por mais alguns dias.
Dezassete-W foi o primeiro ciclone tropical a cruzar a data internacional em qualquer direção desde o tufão John na temporada de 1994.

### Depressão tropical Dolly
O furacão Dolly atingiu o leste do México e conseguiu se manter unido, permanecendo uma depressão tropical ao entrar no leste do Oceano Pacífico no final de 24 de agosto. Embora a depressão tropical Dolly tenha entrado no Pacífico oriental, o Centro Nacional de Furacões não reclassificou o sistema. Nenhuma reintensificação ocorreu depois que o sistema entrou no Pacífico oriental e se dissipou como um ciclone tropical no dia seguinte, cerca de 65 km a oeste de San Juanito nas Islas Marías.

### Tempestade tropical Elida
Uma onda tropical organizada na depressão tropical Oito-E em 30 de agosto. O ciclone paralelo à costa do México e também desacelerou gradualmente. Apesar de algum cisalhamento do vento, Oito-E se fortaleceu em uma tempestade tropical em 2 de setembro e foi nomeado Elida. Em 3 e 4 de setembro, Elida chegou perto da ponta sul da Península de Baja California em seu pico de intensidade de 994 mbar (29.4 inHg) e ventos de 105 km/h (65 mph). O ciclone então derivou para águas mais frias, estava desprovido de convecção profunda em 5 de setembro e se dissipou no dia seguinte.
A tempestade foi prevista um pouco melhor do que as médias de longo prazo para o leste do Pacífico Norte. Elida representou uma ameaça suficiente para a Península de Baja California para exigir um aviso de tempestade tropical para a Península de Baja California ao sul de Cabo San Lázaro em 3 de setembro. O aviso foi suspenso em 5 de setembro, após o fim da ameaça. Chuvas moderadas a fortes caíram em associação com o ciclone tropical no sudoeste do México e na Península de Baja California, com o máximo caindo em San Marcos/Compostela, no sudoeste do México continental, que mediu 168 mm (6.60 in), e um máximo para Baja California de 99 mm (3.88 in) em La Poza Honda/Comondu. Ao passar no mar, a tempestade tropical matou seis pessoas e afetou outras 1.200, mas Elida não causou nenhum dano conhecido.

### Furacão Fausto
A perturbação precursora de Fausto foi observada pela primeira vez na Venezuela em 31 de agosto e pode estar relacionada à onda tropical que gerou o furacão Fran. Em 4 de setembro, a onda cruzou a América Central para o Pacífico; organizou-se de forma constante até que foi atualizado para a tempestade tropical Fausto em 10 de setembro
Fausto intensificou-se rapidamente após atingir a intensidade do furacão em 12 de setembro, atingindo o pico com ventos sustentados de 105 kn (194 km/h) e uma pressão central mínima de 955 mb. O furacão enfraqueceu à medida que um vale que se aproximava aumentou o cisalhamento sobre a tempestade; este mesmo vale também virou a tempestade para o norte em 13 de setembro, onde atingiu a terra como um furacão mínimo na Baja California naquele dia. Em 14 de setembro, a tempestade virou para o nordeste através do Golfo da Califórnia e se dissipou para o interior ao longo da cordilheira de Sierra Madre após sua segunda passagem como furacão. Seus remanescentes extratropicais explodiram brevemente no norte do México e no estado americano do Texas, mas logo perderam sua identidade.
A chuva forte foi acompanhada com a passagem deste ciclone, com um total de 18.50 polegadas (470 mm) relatado em San Vicente de la Sierra. Os danos no México foram relativamente pequenos, com apenas uma única vítima causada por uma queda de linha de energia. Os danos totalizaram cerca de $ 800.000 (1996 USD).

### Depressão tropical One-C
Um distúrbio tropical organizado em uma depressão tropical em 15 de setembro. Seguiu para o oeste até 17 de setembro. Naquele dia, virou para oeste por dois dias antes de voltar para oeste-noroeste em 19 de setembro. Logo começou a enfraquecer e se dissipou no dia seguinte. Em sua intensidade mais intensa, a depressão tropical One-C teve ventos de 56 km/h (35 mph) e pressão desconhecida.
O ciclone tropical não causou nenhum impacto conhecido e nunca chegou perto da terra.

### Tempestade tropical Genevieve
No Golfo de Tehuantepec, uma área de clima perturbado contendo convecção se formou em 23 de setembro. Moveu-se para o oeste sem incidentes até 27 de setembro, quando desenvolveu uma convecção mais forte e se tornou a depressão tropical Dez-E. Imediatamente depois disso, ele se fortaleceu em uma tempestade tropical e foi nomeado Genevieve enquanto continuava sua trilha para o oeste.
Genevieve lentamente se organizou melhor e atingiu seu pico de intensidade de 999 mbar (29.5 inHg) e 80 km/h (50 mph) em 29 de setembro A tempestade tropical então virou para oeste-sudoeste quando as correntes de direção entraram em colapso. O ciclone iniciou um tempo de movimento errático, que incluiu dois loops. O movimento errático também expôs Genevieve ao cisalhamento do vento, e a tempestade tropical enfraqueceu para uma depressão tropical em 1º de outubro. Em 6 de outubro, o cisalhamento enfraqueceu temporariamente e a depressão tropical de Genevieve se fortaleceu novamente em uma tempestade tropical. A errância do ciclone continuou e arrastou ar seco. Esse ar seco enfraqueceu o sistema a uma depressão pela segunda vez em 8 de outubro, e Genevieve se dissipou no dia seguinte. Breves surtos de convecção ainda podem ser vistos por alguns dias depois.
A tempestade tropical Genevieve foi uma tempestade mal prevista. A maioria dos modelos de previsão de ciclones tropicais indicava uma trilha de noroeste que nunca aconteceu e também intensificava demais o sistema. Além disso, os alertas sobre a depressão tropical de Genevieve foram interrompidos em 3 de outubro e retomados apenas três dias depois. Análises posteriores determinaram que Genevieve tinha sido uma depressão tropical durante todo esse tempo.
A tempestade tropical Genevieve nunca chegou perto da terra e, conseqüentemente, nenhum relógio ou aviso foi necessário para qualquer local. O ciclone tropical não teve impacto em nenhuma terra.

### Furacão Hernan
Em 30 de setembro, uma onda tropical organizada na depressão tropical Eleven-E. Seguiu-se um fortalecimento gradual e a depressão se transformou em uma tempestade tropical doze horas depois e foi batizada de Hernan. A trilha inicial de Hernan era a oeste, mas o sistema gradualmente começou a se recurvar. Seu centro de circulação foi reformado e Hernan virou brevemente para o noroeste novamente. até 2 de outubro, e Hernan estava perto da costa. Tornou-se um furacão naquele dia. final de 2 de outubro e início de 3 de outubro Hernan acompanhava de perto a costa. A interação com a terra enfraqueceu o ciclone, e quando Hernan atingiu a terra em 3 de outubro perto de Barra de Navidad, Jalisco, foi apenas um furacão mínimo. A terra enfraqueceu o ciclone e, quando emergiu no oceano ao norte de Puerto Vallarta, estava tão desorganizado que se dissipou em 5 de outubro. No seu ponto mais forte, o furacão Hernan teve ventos de 137 km/h (85 mph) e uma pressão central de 980 mbar (29 inHg).
As previsões do National Hurricane Center sobre o furacão foram geralmente um pouco piores do que o sistema "médio". Os erros dos modelos de previsão de ciclones tropicais foram atribuídos principalmente à recurvatura de Hernan. Em termos de intensidade, este sistema foi corretamente previsto para se tornar um furacão, embora os alertas tenham subestimado sua eventual intensidade.
Para a costa de Acapulco a Manzanillo, um alerta de tempestade tropical foi emitido em 1 de outubro. Um alerta de furacão foi emitido de Zihuatanejo a Manzanillo em 2 de outubro. Foi atualizado para um aviso mais tarde naquele dia. Também em 2 de outubro, a costa de Manzanillo a San Blas foi colocada sob alerta de tempestade tropical. Enquanto isso, o alerta de furacão foi estendido a Cabo Corrientes. Em 3 de outubro, o alerta de furacão foi estendido para San Blas e o alerta de tempestade tropical foi estendido para Mazatlán.
Por ter atingido a costa em uma área pouco povoada, Hernan não matou ninguém. Cerca de 1.000 casas foram danificadas ou destruídas e 100 pessoas ficaram feridas. Inundações ocorreram em Melaque, Jalisco. As inundações também causaram a destruição de estradas ao longo das Rodovias Federais 200 e 80. Em muitas áreas, o serviço telefônico foi interrompido e ocorreram quedas de energia. Ao longo das costas de Colima e Jalisco, as ondas causadas por Hernan chegaram a 13 pés (3,9 m) de altura.

### Depressão tropical Doze-E
Um sistema adquiriu convecção suficiente e se organizou o suficiente para ser considerado uma depressão tropical em 7 de novembro Embora o ambiente fosse inicialmente favorável e o sistema quase se transformasse em uma tempestade tropical como previsto, o cisalhamento do vento manteve o ciclone fraco. Sua convecção acabou sendo destruída e os avisos foram encerrados em 10 de novembro Twelve-E se dissipou em 11 de novembro e nenhuma morte ou dano foi relatado.

## Nomes das tempestades
Os seguintes nomes foram usados para tempestades nomeadas que se formaram no Pacífico oriental em 1996. Os nomes que não foram atribuídos são marcados em gray. Nenhum nome foi retirado, pelo que foi novamente utilizado na temporada de 2002. Esta é a mesma lista utilizada para a temporada de 1990, excepto para "Winnie", que tinha trocado com Wallis.
| - Alma - Boris - Cristina - Douglas - Elida - Fausto - Genevieve - Hernan | - Iselle (sem usar) - Julio (sem usar) - Kenna (sem usar) - Lowell (sem usar) - Marie (sem usar) - Norbert (sem usar) - Odile (sem usar) - Polo (sem usar) | - Rachel (sem usar) - Simon (sem usar) - Trudy (sem usar) - Vance (sem usar) - Winnie (sem usar) - Xavier (sem usar) - Yolanda (sem usar) - Zeke (sem usar) |

| - Adicionalmente, Dolly entrou na bacia do Pacífico nordeste durante a temporada a partir da bacia do Atlântico, tendo sobrevivido à sua passagem sobre o norte do México como um ciclone tropical. Como o sistema atravessou as bacias intactas, manteve o seu nome de Lista Atlântica. |

Para as tempestades que se formam na área de responsabilidade do centro de furacões do Pacífico Central, abrangendo a área entre 140 meridiano oeste e a Linha Internacional de Data, todos os nomes são utilizados numa série de quatro listas rotativas. Os quatro nomes seguintes, previstos para 1996, são apresentados a seguir; no entanto, nenhum deles foi utilizado.
| - Oliwa (sem usar) | - Paka (sem usar) | - Upana (sem usar) | - Wene (sem usar) |

## Efeitos sazonais
Esta é uma tabela de todas as tempestades que se formaram na Temporada de furac1996. Inclui a sua duração (dentro da bacia), nomes, intensidades, áreas afectadas, danos e totais de mortes. As mortes entre parênteses são adicionais e indirectas (um exemplo de morte indirecta seria um acidente de viação), mas ainda estavam relacionadas com essa tempestade. Os danos e as mortes incluem os totais enquanto a tempestade foi extratropical, uma onda ou baixa, e todos os números de danos são em 1996 USD.

| Escala de Furacões de Saffir-Simpson |    |    |   |   |   |   |   |
| DT                                   | TS | TT | 1 | 2 | 3 | 4 | 5 |

| Sem Nome              | 13 – 14 de maio            | Tempestade tropical | 85 (50)   | 1000 | Nenhum | Nenhum | Nenhum |  |
| Dois-E                | 15 – 19 de maio            | Depressão tropical  | 55 (35)   | 1006 | Nenhum | Nenhum | Nenhum |  |
| Alma                  | 20 – 27 de junho           | Furacão categoria 2 | 165 (105) | 969  | México Sudoeste, Ilhas Revillagigedo, Texas | Nenhum | 20     |  |
| Boris                 | June 27 – 1 de julho       | Furacão categoria 1 | 150 (90)  | 979  | México Sudoeste, América Central | Nenhum | 10     |  |
| Cristina              | 1 – 3 de julho             | Tempestade tropical | 110 (70)  | 991  | México Sudoeste | Nenhum | 13     |  |
| Seis-E                | 4 – 6 de julho             | Depressão tropical  | 55 (35)   | 1003 | Nenhum | Nenhum | Nenhum |  |
| Douglas               | July 29 – 6 de agosto      | Furacão categoria 4 | 215 (130) | 946  | Nenhum (depois de cruzar) | Nenhum | Nenhum |  |
| Dezassete-W           | 14 – 15 de agosto          | Depressão tropical  | 55 (35)   | 1000 | Nenhum | Nenhum | Nenhum |  |
| Dolly                 | 24 – 25 de agosto          | Depressão tropical  | 35 (25)   | 1005 | Nenhum (depois de cruzar) | Nenhum | Nenhum |  |
| Elida                 | Agosto 30 – 6 de setembro  | Tempestade tropical | 100 (65)  | 994  | Ilhas Revillagigedo, Península da Baixa Califórnia | Nenhum | Nenhum |  |
| Fausto                | 10 – 14 de setembro        | Furacão categoria 3 | 195 (120) | 955  | Península da Baixa Califórnia, Ilhas Revillagigedo, Norte do México, Sudoeste dos Estados Unidos, Sudoeste dos Estados Unidos, Costa Leste dos Estados Unidos | 0.8    | 0 (1)  |  |
| Um-C                  | 15 – 20 de setembro        | Depressão tropical  | 55 (35)   | 1007 | Havai | Nenhum | Nenhum |  |
| Genevieve             | Setembro 27 – 9 de outubro | Tempestade tropical | 85 (50)   | 999  | Nenhum | Nenhum | Nenhum |  |
| Hernan                | Setembro 30 – 4 de outubro | Furacão categoria 1 | 140 (85)  | 980  | México Sudoeste, México Ocidental, Texas | Nenhum | 1 (1)  |  |
| Doze-E                | 7 – 11 de novembro         | Depressão tropical  | 55 (35)   | 1003 | Nenhum | Nenhum | Nenhum |  |
| Agregado da temporada |                            |                     |           |      | |        |        |  |
| 15 sistemas           | Maio 13 – 11 de novembro   |                     | 215 (130) | 946  | | 0.8    | 44 (2) |  |